# Rakhee Gulzar
Rakhee Gulzar, inaczej Raakhee Gulzar lub Raakhee (hindi: राखी गुलजार, ur. 15 sierpnia 1947 w Ranaghat) – bollywoodzka aktorka filmowa. Nagrodzona za główną rolę w filmie Tapasya (1977), za role drugoplanowe w Ram Lakhan (1989), Shubho Mahurat (2003) i Daag: A Poem of Love (1973).

## Życiorys
Aktorka pochodzi z Zachodniego Bengalu. Jeszcze jako nastolatka poślubiła bengalskiego reżysera Ajaya Biswasa. Małżeństwo trwało krótko. Potem została żoną autora dialogów, tekstów piosenek i reżysera Gulzara (Maachis, Hu Tu Tu). Jej córka Megha Gulzar też jest reżyserem filmowym Just Married.
Po roli w Badhu Baran w 1967 roku w Kalkucie zagrała w 1970 roku swoją pierwszą rolę w filmie bollywoodzkim Jeevan Mrityu z Dharmendra. w 1971 roku – podwójna rola z Shashi Kapoor w Sharmilee. Potem jej najbardziej znane filmy w parze z Amitabhem Bachchanem: Kabhie Kabhie (1976), Muqaddar Ka Sikander (1977), Trishul (1978), Kaala Patthar (1979) Lawaaris (1981) Jurmana (1979) i Bemisal (1982).
Od połowy lat 80. występuje w rolach matek np. Ram Lakhan (1989), Ryzykant (1993), Khalnayak (1993), Karan Arjun (1995), Border (1997), Soldier  (1998) i Król serca (1999).
W 2003 otrzymała nagrodę za film Shubho Mahurat. W 2003 została wyróżniona Orderem Padma Shri.

## Nagrody i nominacje

### Nagrody
- 1973 – Nagroda Filmfare dla Najlepszej Aktorki Drugoplanowej – Daag: A Poem of Love
- 1976 – Nagroda Filmfare dla Najlepszej Aktorki – Tapasya
- 1989 – Nagroda Filmfare dla Najlepszej Aktorki Drugoplanowej – Ram Lakhan
- 2003 – Nagroda National Film dla Najlepszej Aktorki Drugoplanowej – Shubho Muhurat

### Nominacje
- 1972 – nominacja do Nagrody Filmfare dla Najlepszej Aktorki – Aankhon Aankhon Mein
- 1976 – nominacja do Nagrody Filmfare dla Najlepszej Aktorki – Kabhie Kabhie
- 1977 – nominacja do Nagrody Filmfare dla Najlepszej Aktorki Drugoplanowej – Doosra Aadmi
- 1978 – nominacja do Nagrody Filmfare dla Najlepszej Aktorki – Trishna
- 1979 – nominacja do Nagrody Filmfare dla Najlepszej Aktorki – Jurmana
- 1981 – nominacja do Nagrody Filmfare dla Najlepszej Aktorki – Baseraa
- 1985 – nominacja do Nagrody Filmfare dla Najlepszej Aktorki – Saaheb
- 1993 – nominacja do Nagrody Filmfare dla Najlepszej Aktorki Drugoplanowej za Anari
- 1995 – nominacja do Nagrody Filmfare dla Najlepszej Aktorki Drugoplanowej za Karan Arjun
- 1997 – nominacja do Nagrody Filmfare dla Najlepszej Aktorki Drugoplanowej za Border
- 1998 – nominacja do Nagrody Filmfare dla Najlepszej Aktorki Drugoplanowej za Soldier

## Filmografia

### od 1967 do 1988
- Badhu Bharan (1967)
- Baghini (1968)
- Jeevan Mrityu (1970) ... Deepa
- Sharmilee (1971) ... Kanchan/Kamini
- Reshma Aur Shera (1971) ... Gopal's Wife
- Paaras (1971) ... Barkha Singh
- Lal Patthar (1971) ... Sumita
- Pagli (1972)
- Wafaa (1972) ... Saraswati
- Shehzada (1972) ... Chanda
- Yaar Mera (1972)
- Shaadi Ke Baad (1972) ... Shobha
- Janwar Aur Insaan (1972)
- Beimaan (1972)
- Anokhi Pehchaan (1972)
- Aan Baan (1972) ... Rekha
- Aankhon Aankhon Mein (1972) ... Parvati
- Heera Panna (1973) ... Roma
- Daag (1973) ... Chandni
- Blackmail (1973) ... Asha Mehta
- Banarasi Babu (1973)
- Joshila (1973) ... Sapna
- 27 Down (1974) ... Shalini
- Chameli Memsaab (1975)
- Mere Sajna (1975)
- Angaarey (1975)
- Tapasya (1976) ... Indrani \"Indu\" Sinha
- Kabhi Kabhie (1976) ... Pooja Khanna
- Doosara Aadmi (1977) ... Nisha
- Trishna (1978) ... Aarti S. Gupta
- Kasme Vaade (1978) ... Suman
- Trishul (1978) ... Geeta
- Muqaddar Ka Sikandar (1978) ... Kaamna
- Hamare Tumhare (1979) ... Maya
- Jurmana (1979) ... Rama Sharma
- Kaala Patthar (1979) ... Dr. Sudha Sen
- Lootmaar (1980) ... Raksha Bhagat
- Aanchal (1980) ... Shanti
- Shaan (1980) ... Sheetal Kumar
- Rocky (1981) ... Parvati
- Laawaris (1981) ... Vidya
- Dhuaan (1981)
- Barsaat Ki Ek Raat (1981)
- Anusandhan (1981) ... Rajni
- Baseraa (1981) ... Sharda Balraj Kohli
- Shradhanjali (1981)
- Yeh Vaada Raha (1982) ... p. Sharda Rai Bahadur
- Taaqat (1982)
- Shriman Shrimati (1982) ... Parvatidevi
- Bemisal (1982) ... Kavita Chaturvedi (Sakhi)
- Dil Aakhir Dil Hai (1982) ... Kusum Desai
- Shakti (1982) ... Sheetal
- Bandhan Kachche Dhaagon Ka (1983)
- Zindagi Jeene Ke Liye (1984)
- Paroma (1984) ... Parama
- Anand Aur Anand (1984) ... p. Arun Anand
- Zameen Aasmaan (1984)
- Saaheb (1985) ... Sujata Sharma
- Zindagani (198]) ... Sumitra Devi
- Muqaddar Ka Faisla (1987) ... Laxmi
- Dacait (1987) ... Devi Choudhrain
- Gold Medal (1988)
- Falak (1988) ... Durga Verma

### od 1989 do 1999
- Ram Lakhan (1989) ... p. Sharda Pratap Singh
- Santosh (1989) ... Rachna
- Jeevan Ek Sangharsh ... Dharam Verma
- Saugandh (1991) ... Ganga
- Pratikar (1991) ... Saraswati Devi
- Rudaali (1993) ... Bhikni/Euli
- Pratimurti (1993)
- Khal Nayak (1993) ... p. Aarti Prasad
- Kshatriya (1993) ... Maheshwari Devi
- Dil Ki Baazi (1993) ... Nirmaladevi
- Anari (1993)
- Ryzykant (1993) ... p. Shobha Sharma
- Karan Arjun (1995) ... Durga Singh
- Kismat (1995) ... Geeta
- Border (1997) ... matka Dharamvira
- Jeevan Yudh (1997) ... Mrs. Rai
- Ankhon Mein Tum Ho (1997) ... Ranimaa (p. Burman)
- Sham Ghansham (1998) ... Ganga Satyadev Singh
- Barood (1998) ... Gayetri Sharma
- Soldier (1998) ... Geeta Malhotra
- Król serca (1999) ... premier Gayatri Bachchan

### od 2000 do 2009
- Więzy miłości (2001) ... Pratima Kapoor
- Talaash: The Hunt Begins (2003) ... Purnima
- Dil Ka Rishta (2003) ... p. Sharma
- Shubho Mahurat (2003) ... Ranga Pishima
- Classmates (2009)